# Mleh
Mleh van Armenië (Armeens: Մլեհ, Meleh of Malih) (overleden 1175) was vorst van Armenië tussen 1170 en 1175, als opvolger van zijn neef Ruben II.
Mleh was verbannen uit Armenië rond 1160 voor het plannen van een moordaanslag op zijn halfbroer Thoros II. Vervolgens trok hij naar Antiochië en sloot zich aan bij de Tempelierridders. Al gauw daarna vertrok hij naar Aleppo en nam dienst bij emir Nur ad-Din (volgens sommige historici heeft hij zich daar tot de islam bekeerd). Nur ad-Din steunde de ambities van de verbannen Mleh en na het overlijden van Thoros II in 1169, kreeg Mleh een leger mee om Armeens Cilicië in te nemen voor zichzelf. Het land werd geregeerd door de minderjarige Ruben II en zijn neef Thomas, die de invasie van Mleh niet konden stoppen en vluchtten naar Antiochië waar Thomas alsnog vermoord werd door huurlingen. De jonge prins Ruben werd het jaar daarop vergiftigd. Tijdens de regeerperiode van Mleh beoefende hij velen vormen van wreedheid, martelingen en tirannie over zijn volk. De baronnen in het district kwamen in opstand en wisten hem te vermoorden in Sis, 1175. Zijn neef Ruben III kon nu de troon bestijgen als prins van Armenië.